# Rouge (nhóm nhạc)
Rouge là một nhóm nhạc nữ nhạc pop Brazil có năm thành viên: Aline Wirley, Fantine Thó, Karin Hils, Li Martins và Lu Andrade. Được hình thành vào năm 2002 thông qua chương trình tài năng Popstars, phát trên các kênh truyền hình SBT và Disney Channel, được sản xuất bởi công ty Argentina Entertainment Entertainment. Các thành viên đã được chọn trong số 30.000 ứng cử viên và ký hợp đồng với nhãn Sony Music.

## Danh sách đĩa nhạc
- Rouge (2002)
- C'est La Vie (2003)
- Blá Blá Blá (2004)
- Mil e Uma Noites (2005)
- Les 5inq (2019)